# Stemmatosteres primus
Stemmatosteres primus är en stekelart som beskrevs av Prinsloo och Mynhardt 1981. Stemmatosteres primus ingår i släktet Stemmatosteres och familjen sköldlussteklar. Inga underarter finns listade i Catalogue of Life.